# Isla Huevos
Isla Huevos är en ö i Chile.   Den ligger i regionen Región de Coquimbo, i den centrala delen av landet, 190 km norr om huvudstaden Santiago de Chile. Arean är 0,19 kvadratkilometer.
Terrängen på Isla Huevos är mycket platt. Öns högsta punkt är 17 meter över havet. Den sträcker sig 0,5 kilometer i nord-sydlig riktning, och 0,6 kilometer i öst-västlig riktning.
Trakten runt Isla Huevos består i huvudsak av gräsmarker. Runt Isla Huevos är det glesbefolkat, med 12 invånare per kvadratkilometer.